# Caciocavallo podolico
Per caciocavallo podolico s'intende quella particolare varietà di caciocavallo prodotta esclusivamente con il latte delle vacche Podoliche, alla maniera tradizionale e solo in certi periodi dell'anno. Questa razza bovina viene allevata in Abruzzo, Basilicata, Calabria, Campania, Molise e Puglia. Dove il pascolo è povero, l'acqua poca ed è duro sopravvivere, la razza podolica, una razza di origine ucraina introdotta durante le invasioni barbariche, trova il suo ambiente naturale.
Il caciocavallo podolico è un formaggio nobile, consumato soltanto in tavola, solitamente alla fine dei pasti. Un avanzato grado di stagionatura (anche cinque, sei anni) gli conferisce una serie di qualità organolettiche: profumi complessi, di pascolo e di macchia, nonché una persistenza gustativa inimitabile.
Le varietà più conosciute di questo formaggio sono:
- caciocavallo podolico del Gargano[2]
- caciocavallo podolico lucano
- caciocavallo podolico campano[3]

Tutti e tre i prodotti sono stati riconosciuti dal ministero, per iniziativa delle regioni Puglia, Basilicata, Campania, tra i prodotti agroalimentari tradizionali italiani.